# Jason Canovas
Jason Canovas (* 21. November 1969 in London) ist ein Tontechniker, der bei der Oscarverleihung 2015 zusammen mit Brent Burge für den Oscar in der Kategorie Bester Tonschnitt für seine Arbeit bei Der Hobbit: Die Schlacht der Fünf Heere nominiert war. Er ist zudem Träger zweier Golden Reel Awards der Motion-Picture-Sound-Editors-Gesellschaft. Canovas ist seit Anfang der 1990er Jahre aktiv und war seitdem an rund 40 Filmproduktionen beteiligt.

## Filmografie (Auswahl)
- 1993: Wenn Schweine fliegen (When Pigs Fly)
- 1994: Schlagzeilen (The Paper)
- 1994: Don’t Drink the Water (Fernsehfilm)
- 1994: Lifesavers – Die Lebensretter (Mixed Nuts)
- 1995: Unzipped (Dokumentarfilm)
- 1996: Kopfgeld – Einer wird bezahlen (Ransom)
- 1996: Das Begräbnis (The Funeral)
- 1996: Vibrations (Video/DVD)
- 1996: The Woman in the Moon
- 1997: Trouble on the Corner
- 1997: Chinese Box
- 1997: Little Red Riding Hood (Kurzfilm)
- 1999: Alice im Wunderland (Alice in Wonderland, Fernsehfilm)
- 1998: Restaurant
- 1998: Finding North
- 1999: Ghost Dog – Der Weg des Samurai (Ghost Dog: The Way of the Samurai)
- 2000: Tanze Samba mit mir (Mad About Mambo)
- 2000: Don Quichotte (Fernsehfilm)
- 2001: Der Herr der Ringe: Die Gefährten (The Lord of the Rings: The Fellowship of the Ring)
- 2001: Gabriel & Me
- 2002: Der Herr der Ringe: Die zwei Türme (The Lord of the Rings: The Two Towers)
- 2003: Der Herr der Ringe: Die Rückkehr des Königs (The Lord of the Rings: The Return of the King)
- 2004: Chuckys Baby (Seed of Chucky)
- 2005: King Kong
- 2006: Opal Dream
- 2007: Mein Freund, der Wasserdrache (The Water Horse: Legend of the Deep)
- 2007: Brücke nach Terabithia (Bridge to Terabithia)
- 2008: Second Hand Wedding
- 2008: Happy-Go-Lucky
- 2009: In meinem Himmel (The Lovely Bones)
- 2009: District 9
- 2010: Die Chroniken von Narnia: Die Reise auf der Morgenröte (The Chronicles of Narnia: The Voyage of the Dawn Treader)
- 2010: Another Year
- 2010: Boy
- 2011: Die Eiserne Lady (The Iron Lady)
- 2011: Die Abenteuer von Tim und Struppi – Das Geheimnis der Einhorn (The Adventures of Tintin)
- 2012: Der Hobbit: Eine unerwartete Reise (The Hobbit: An Unexpected Journey)
- 2013: World War Z
- 2013: Der Hobbit: Smaugs Einöde (The Hobbit: The Desolation of Smaug)
- 2014: Der Hobbit: Die Schlacht der Fünf Heere (The Hobbit: The Battle of the Five Armies)

## Auszeichnungen (Auswahl)
- 2010: Golden Reel Award der Motion-Picture-Sound-Editors-Gesellschaft für District 9 (zusammen mit Brent Burge, Chris Ward und dem gesamten Sound-Department des Films)[2]
- 2012: Golden Reel Award der Motion-Picture-Sound-Editors-Gesellschaft für Die Abenteuer von Tim und Struppi – Das Geheimnis der Einhorn (zusammen mit Brent Burge, Chris Ward und dem gesamten Sound-Department des Films)[3]
- 2015: Oscar-Nominierung in der Kategorie Bester Tonschnitt für Der Hobbit: Die Schlacht der Fünf Heere (zusammen mit Brent Burge)[4]